# TIME OVER
『TIME OVER』（タイム・オーバー、表記タイトルはTiME OVER）は、BS-i（現BS-TBS）で土曜日の21:00-22:00に放送していた双方向クイズ番組である。キャッチフレーズは『自宅に居ながらにしてクイズとゲームが楽しめるTiME OVER』、『土曜の夜のクイズ・バトル、リモコン片手にTiME OVER』。
主題歌はブライアン・セッツァー・オーケストラ（The Brian Setzer Orchestra）の『ジス・キャッツ・オン・ア・ホット・ティン・ルーフ』（This Cat's On A Hot Tin Roof）。

## ルール
- ゲスト解答者とBS-iクラブ加入の一般視聴者が、毎週さまざまな趣向のゲームや4択クイズに挑戦する視聴者参加型双方向クイズ番組。
- オープニングビンゴ（最高30点）、スピードクイズ（10点×5問）、スポットクイズ（10点×5問）、ミラクルチャレンジ（2問）、ゲームdeクイズ（10点×1問、30点×1問）、ファイナルクイズ（10点×10問）、ボーナスゲーム〔じゃんけん（10点×3回。ただし勝った場合のみ次に挑戦できる）〕といったクイズとゲームに参加してもらう。
- オープニングビンゴでいち早くビンゴが成立した挑戦者には、番組特製クオカード5万円分を進呈（開始当初は地方の名産品だった）。
  - 中期から末期にかけては、番組オリジナルグッズ（缶バッジセット、メモ帳と鉛筆のセットなど）となっていた。
- 2000年12月のBSデジタル放送開始当初から、4年4ヶ月にわたり放送された視聴者参加型双方向クイズの代表的な番組だったが、2005年3月26日をもって終了した。TBSグループの双方向クイズ番組はその後、地上波の『オールスター感謝祭』へと発展していった。
- 賞金
  - 1位は30万円、2位は15万円、3位は10万円、4-5位は各5万円、6-10位は各1万円。
  - ラッキー賞 - 全参加者の中から無作為抽選で、2000円のクオカード150名。
  - 同点の場合、順位は正答解答時間の早い人が上位になる。
  - 1人または1家族の獲得上限賞金金額が100万円となっており、獲得した賞金が100万円を超えた場合は、最初に賞金を獲得した日から1年間はランキング外となり、賞金がもらえない。

## コーナー内容
- オープニングビンゴ（最大30ポイント）
  - 初期のごろはビンゴ成立後に送信しなければならなかったが、のちに、ビンゴ成立時に決定ボタンを押したタイミングにより賞品がもらえるかどうかが決定される仕様に変更になった。（クイズの成績と一緒に送信され、翌週に当選者発表がある（先着順））
    - 途中から、4種類のビンゴカードからリモコンの4色ボタンで選ぶこともできるようになり、どのカードがビンゴになりやすいのかを推理できる。ただし、15秒以内で選ばないと自動的に「青」のビンゴカードが送られる。20個のビンゴ数字が出てゲーム終了時にリーチの場合は10ポイント、ダブルリーチ以上は20ポイント、ビンゴ成立の場合は30ポイント獲得（即、このコーナー参加は終了）でき、そのポイントを持ってクイズに挑戦する。
- スピードクイズ（10ポイント×5問）
  - 一般的な4択クイズで解答時間は10秒（クイズの内容によっては解答時間が長くなることもある）。
- スポットクイズ（10ポイント×5問）
  - 毎週1つのテーマに関する問題を5問連続して出題。解答時間は10秒。
    - 末期には、突撃リポートクイズもあった（その場合は、問題数やポイントが異なる）。
- ミラクルチャレンジ（2問）
  - 2001年10月から登場。
    1. ファイブモンキー
      - ゲストがサルの人形5匹をバナナの木にうまく乗り、（得点があり）最終的に何点獲得できるか予想してもらうクイズ。

    2. ジャングルワード（20ポイント→最大30ポイント）
      - ジャングル内の文字や単語を見つけ出し、答えるクイズ。ゲストにはリモコンではなくてメモと鉛筆が最初あった。

    3. ZEROの迷路（最大30ポイント）
      - 迷路を進んで行き、目標数字を0にするゲームで、第1ステージが「20」、第2ステージが「30」、第3ステージが「40」となり、難易度が上昇していく。
      - ただし、後戻りはできず、ゴールの時点で0になっていなかったり、ゴール前でマイナスになった場合はやり直し。0になってもゴールゾーンに入らないと次には進めない。解答時間は90秒で、ポイントは1ステージクリアにつき10ポイント獲得できる。

    4. タイムペア（最大30ポイント）
      - 神経衰弱の要領で、制限時間60秒間に7ペア（後に8ペア）のうち、いくつペアができるか競うゲーム。
      - 1 - 3ペアで10ポイント、4 - 6（7）ペアで20ポイント、すべてペアができた場合は30ポイント獲得できる。

    5. タイムフラック（最大30ポイント）
      - 次々に出てくる4色の旗の順番を記憶する記憶力クイズ。ステージが進むにつれ、旗の数は増加する。
      - 解答時間は90秒で、5ステージあり、ポイントは1 - 2ステージクリアで10ポイント、3 - 4ステージクリアで20ポイント、5ステージすべてクリアで30ポイント獲得できる。
- ゲームdeクイズ（10ポイント×1問、30ポイント×1問）
  -     1. 魔球ゲーム 10ポイント
      - 45秒間ゲームを行い、自分で投げて打つ（初球は自動で投げてくる）。ヒットなら1枚、ホームランなら2枚パネルが開く。
      - 最終的に、パネルの下に何が隠れているか当てるクイズ。末期は、赤いボールが出てきてヒットなら2枚、ホームランなら3枚パネルが開くようになったが、空振りや見逃しの数が3回になると三振扱いとして、パネルが1枚戻されるペナルティが追加された。できるだけ多くのヒットとホームランを打ち倒してパネルを多く開けば、答えやすくなる。

    2. フルーツキャッチャー 10ポイント
      - 60秒間ゲームを行い、落ちてくる同じフルーツを上半分・下半分をキャッチし、組み合わせることによりパネルが1枚消える（メロンの場合は2枚消える）。また、丸ごとフルーツが落ちてくる場合もあり、その場合は、キャッチするだけでパネルが1枚消える（メロンの場合は2枚消える）。ただし、カラスがフルーツを食べる場合があるので注意。ゲーム終了後、魔球ゲームと同じで最終的にパネルの下に何が隠れているか当てるクイズ。

    3. リモコンダッシュ 30ポイント
      - キャラクターを矢印ボタンを連打してゴールへ行き、その後クイズが出題され答える。
      - ただし、解答時間は60秒で、さらにゲームとクイズの解答時間の合算のため、早めにゴールすると、クイズの解答時間が長くなる。

    4. バケットハンマー 30ポイント
      - 本番組キャラクターの1つでもある「バケットヘッド」を5回ハンマーでたたき、クイズに答える。
      - ただし、ほかの3つのキャラ（頭だけ「バケットヘッド」）を叩いた場合は、マイナス1ヒットとなる。
      - 解答時間はリモコンダッシュと同じ60秒で、さらにゲームとクイズの解答時間の合算のため、早めに「バケットヘッド」を5回たたくと、クイズの解答時間が長くなる。

    5. かくれんぼクイズ 30ポイント
      - 初期に行われたクイズ。問題が出題された後、キャラクターを矢印ボタンを使ってスクラッチの要領で削り、正解だと思うものを4色ボタンを使って答える。

    6. スーパー鬼ごっこ 30ポイント
      - 最初に60秒のゲームに挑戦する。ゴリラにつかまらないように、フルーツを取っていく。ただし、フルーツを取るとゴリラが増え、さらに、フルーツを移動していく。3つフルーツを取るとメロンが現れ、メロンを取ると選択肢が2つ消える（その他は1つ選択肢が消える）。
      - ゲーム終了後、フルーツの獲得した数に応じて2択から9択までのクイズとなり、制限時間15秒以内に矢印ボタンにその解答を合わせて決定ボタンを押して解答する。正解すると30ポイント獲得できる。できるだけ多くのフルーツを取れば、問題も答えやすくなる。
- ゲストクイズ（10ポイント×2問）
  - 初期に行われたクイズで、ゲストに関する問題を2問出題。
- ファイナルクイズ（10ポイント×10問）
  - 10問連続、解答時間は5秒。考えすぎると、タイムオーバーになるため注意。
- ボーナスゲーム（10ポイント×最大3回）
  - じゃんけんPAPAPA
    - 5秒以内に、勝つ手を赤・緑・黄色ボタンから解答する。途中から、先週参加して送信した場合は、1回戦のみ3択から2択になる（この場合、「あいこ」や「負け」となる1箇所に「チャンス」と伏せている。データ放送や双方向システムが放送局側で不具合となった場合は、参加者全員が1回戦だけ2択となる場合もあった。）。
    - じゃんけんは勝ち残り制のため、「あいこ」や「負け」は次に進めず、クイズが終了する。最終回は、勝敗に関係なく3回すべて参加できた。

## キャラクター
この番組には、4種類のキャラクターが登場する。キャラクターの声は、女性司会者が4つのキャラの声を担当しているが、「じゃんけんPAPAPA」のみキャラクターの声を聞くことができる。（ただし、2代目と3代目女性司会者については、「バケットベッド」の声はしていない）また、クイズやゲームなどに登場することもある。
- バケットベッド
- モッチ
- ハンゾウ
- チキマル

## 個人情報漏洩事件
- 単独提供していたP&Gが、2003年7月12日放送分のインフォマーシャルクイズに参加した視聴者10868人の個人情報が記載されたデータCD-ROMを、外部流出させたことが2004年6月に発覚した。このCD-ROMには、当選者決定の抽選と当選した視聴者に対する賞品発送のために必要な住所・氏名・電話番号、クイズの回答などが記録されていた。後日P&Gは「個人情報の管理義務の徹底が不充分だった」として、応募者全員に手紙文章で謝罪を行った。そしてCD-ROMも、BS-iによって無事に回収された。

## 芸能人ランキング
この番組で挑戦したゲストのトップ5の成績は次の通り。
- 総合部門（※は、2回以上参加した出演者で数字は出演回数）
  1. 勝俣州和 280pt ※2回
  2. 大桃美代子 270pt
  3. アリtoキリギリス 260pt
  4. あさりど
  5. コージー冨田
- 男性部門
  1. 勝俣州和 ※2回
  2. アリtoキリギリス
  3. あさりど
  4. コージー冨田
  5. 袴田吉彦
- 女性部門
  1. 大桃美代子
  2. 千秋 ※3回
  3. 藤森夕子 ※2回
  4. 岩崎ひろみ
  5. 森洋子

複数回出ているゲストの場合は、その中の1番良い成績がランキングに採用される。また、獲得ポイントが同じ場合は、解答した時間でランキングされる。なお、このゲストランキングは放送開始時からのランキングであるが、番組初期は240 - 270ポイントが当時の満点であり、満点が変更された後のゲストと不公平が生じるものとなっていた。

## 司会者
- 斎藤哲也（当時TBSアナウンサー）
- 土肥美緒（2002年10月 - 2005年3月）

### 歴代女性司会者
- 初代：山田玲奈（2000年12月 - 2001年9月） - 降板後にゲスト解答者として出演したこともある。
- 2代目：松田樹里（2001年10月 - 2002年3月）
- 3代目：三井智映子（2002年4月 - 9月）

※女性司会者は、出題ナレーターも担当した。

## BS-i会員未登録者について
- 766chのBS-i独立データ放送から、翌日曜日の12:30までに会員登録する必要があった。